# La signora che non vuole bambini
La signora che non vuole bambini (Madame wünscht keine Kinder) è un film muto del 1926 diretto da Alexander Korda.
Nel 1933, ne venne fatto il remake sonoro: sia nella versione tedesca Madame wünscht keine Kinder che in quella francese, Madame ne veut pas d'enfants, la sceneggiatura era firmata da Billy Wilder.

## Produzione
Il film fu prodotto dalla Deutsche Vereins-Film AG (Defa-Deutsche Fox) e dalla Fox Europa Film Produktion, la sussidiaria tedesca dell'americana Fox Film Corporation. Venne girato negli studi berlinesi dell'UFA a Tempelhof dall'ottobre al novembre 1926.

## Distribuzione
Distribuito dalla Deutsche Vereins-Film AG (Defa-Deutsche Fox), uscì nelle sale cinematografiche tedesche il 14 dicembre 1926. Negli Stati Uniti, il film venne distribuito dalla Fox Film Corporation, presentato in prima a New York il 20 giugno 1927 con il titolo Madame Doesn't Want Children. Uscì anche in Portogallo (Uma Mulher Moderna) il 21 novembre 1927, in Francia (Madame ne veut pas d'enfants), in Finlandia, il 1º gennaio 1928.
Il 16 febbraio 2007, è stato proiettato al Festival di Berlino.